# Wittumspalais
Il Wittumspalais (letteralmente Palazzo della vedovanza) a Weimar fu costruito tra il 1767 e il 1769 per incarico di Jakob Friedrich von Fritsch, Ministro di Weimar, sull'area di un preesistente convento di francescani.

## Storia
Il terreno si trovava nella cosiddetta Esplanade, l'attuale Schillerstraße. Dopo l'incendio del Castello di Weimar del 1774 si trasferì nel Wittumspalais la duchessa Anna Amalia di Sassonia-Weimar-Eisenach, che comprò il palazzo nel 1775 per la somma di 20.100 talleri. Anna Amalia abitò nel Wittumspalais fino alla sua morte, avvenuta nel 1807. Essa è parte del patrimonio dell'umanità UNESCO denominato "Weimar classica".
La realizzazione degli interni cominciò nel 1775. I dipinti del soffitto sono opera di Adam Friedrich Oeser. Dopo il 1807 il palazzo fu amministrato dal maresciallo di corte. Dal 1808 al 1848 si riunì lì la loggia massonica Amalia. Poi dal 1833 al 1848 nel salone delle feste si tennero le sedute del consiglio regionale (Landtages). Nel 1848 fu trasferita nel palazzo la biblioteca del Lesemuseum. A partire dal 1858 lo stesso salone delle feste fu usato come atelier dal pittore Leopold Graf von Kalckreuth e poi, dal 1864 al 1868, da Friedrich Preller per il suo Ciclo di Ulisse.
Nel 1870/71 il granduca Carlo Alessandro commissionò importanti lavori di ristrutturazione. Nel 1919 il Wittumspalais fu acquisito dal Goethe-Nationalmuseum. Fortemente danneggiato durante la Seconda guerra mondiale, fu riaperto come museo solo nel 1949. Il Wittumspalais è parte dell'ensemble Klassisches Weimar, dichiarato dall'UNESCO nel 1998 Patrimonio dell'umanità.

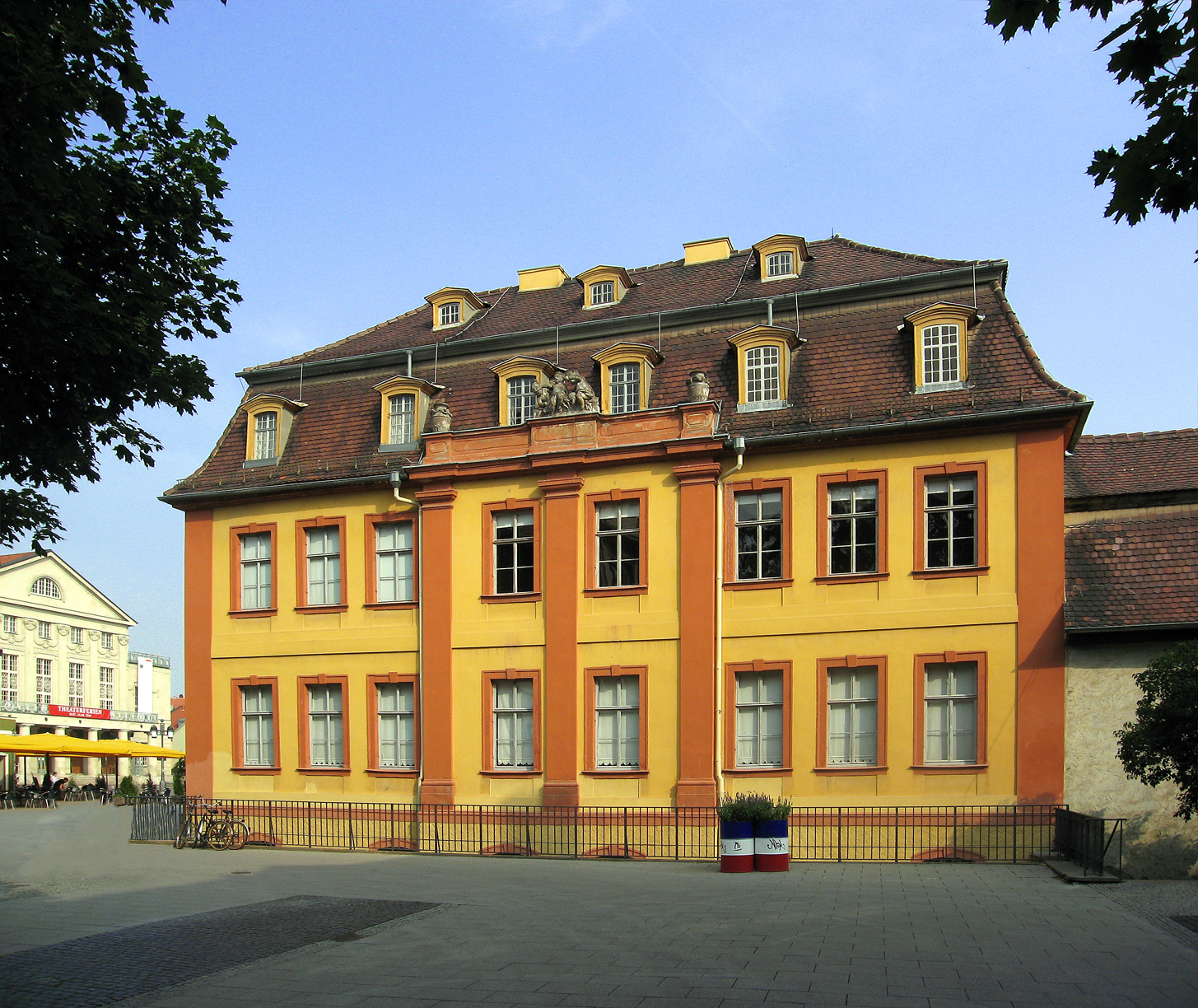
Il Wittumspalais dalla Schillerstraße
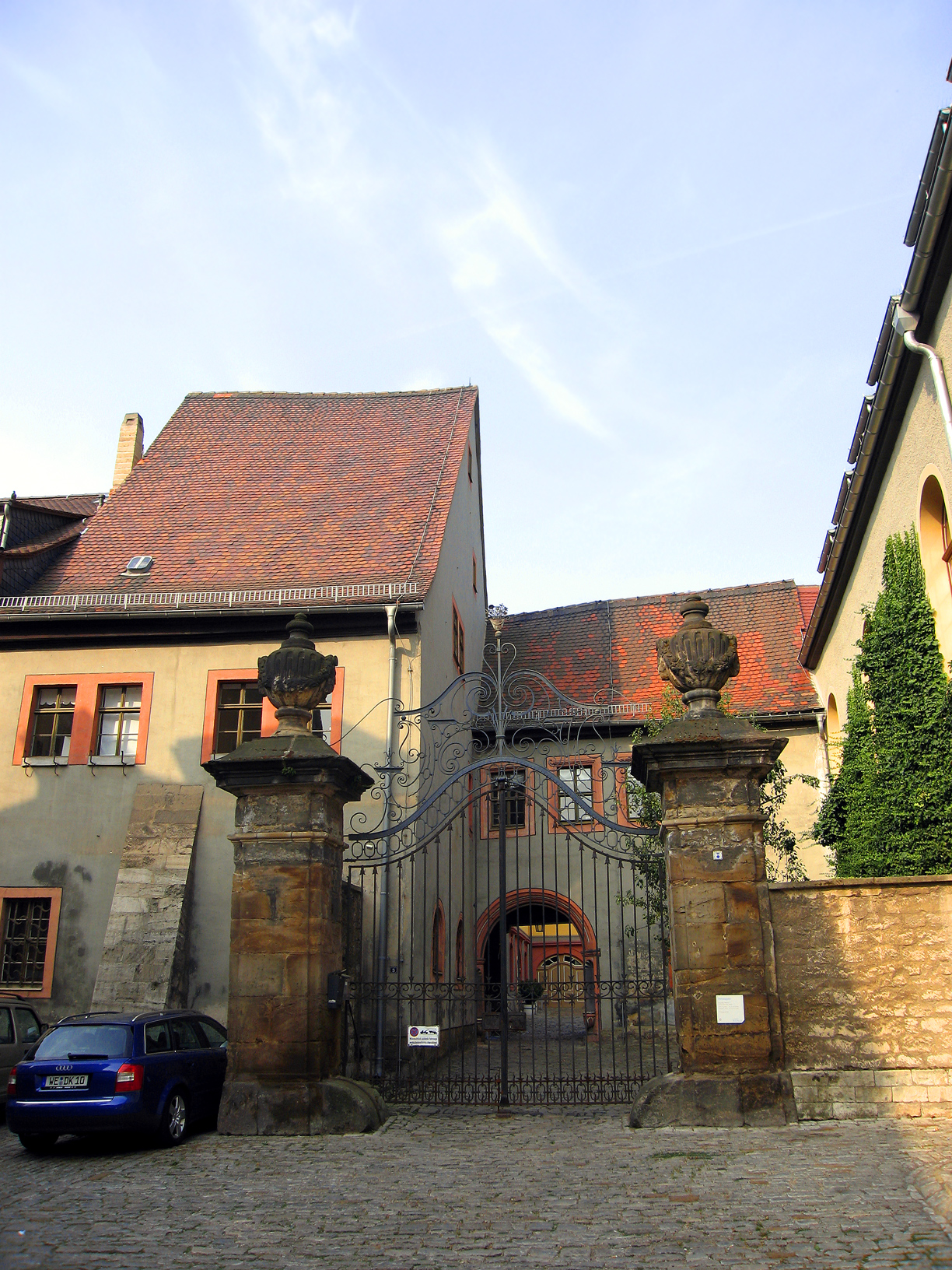
Lato posteriore